# Alexis Bartet

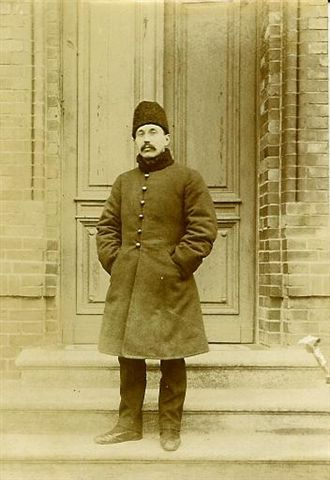
Alexis Bartet w Piaskach, 1912 r.

Alexis Napoléon Eugène Jean Bartet (ur. 1 stycznia 1880 w Varanges w Burgundii, zm. 7 lutego 1953 w Meschers-sur-Gironde w departamencie Charente-Maritime) – inżynier górnik, Francuz, absolwent (w 1901 r.) Akademii Górniczej w Saint-Étienne. Od roku 1912 do wybuchu II wojny światowej dyrektor Galicyjskiej Spółki Kopalń (Compagnie Galicienne de Mines) z siedzibą w Paryżu, do której należała kopalnia „Janina” w Libiążu.
Rodzicami Alexisa byli: Jean-Baptiste Hippolyte Bartet (z rodu zamieszkującego okolice Dijon w Burgundii) oraz Marie z domu Bouaült (pochodzącej z Normandii). Po ukończeniu liceum w Dijon młody Alexis podjął studia w Akademii Górniczej w St.Etienne, a po jej ukończeniu podjął pracę jako inżynier górnik w kopalniach Anzin na obrzeżach Valenciennes, gdzie pozostał do roku 1910. W roku 1911 wyjechał wraz z rodziną na tereny ówczesnego zaboru rosyjskiego na ziemiach polskich, i tu – mieszkając w Piaskach (dziś dzielnica Czeladzi) – do czerwca 1912 r. pracował jako inżynier górnik w należącej wówczas do Francuzów kopalni „Czeladź”. Od 1 lipca 1912 roku podjął pracę w Galicyjskiej Spółce Kopalń (również należącej do Francuzów), budującej kopalnię „Janina” w Libiążu (w Galicji, tj. w ówczesnym zaborze austriackim), a w następnym roku przeprowadził się do Libiąża wraz z rodziną.
Po wybuchu I wojny światowej, jako obywatel Francji, czyli państwa pozostającego w stanie wojny z Austrią, został przez władze austriackie internowany i przewieziony do Raabs an der Thaya; zwolniony w czerwcu 1916 z internowania wyjechał do Francji. Od sierpnia 1919 do lutego 1920, tj. w niespokojnych czasach po zakończeniu wojny, nadzorował w Libiążu funkcjonowanie kopalni „Janina”, regularnie przesyłając do Paryża raporty dyrektorowi generalnemu spółki, Victorowi Tézenas du Montcel. Później, po zatrudnieniu w tej kopalni polskiego dyrektora Zygmunta Szczotkowskiego, któremu udzielił pełnomocnictw w kierowaniu kopalnią, Bartet zachował funkcje nadzorczo-administracyjne, przebywając w paryskiej siedzibie spółki i odwiedzając Libiąż tylko co pewien czas. Funkcję w zarządzie Compagnie Galicienne de Mines zachował aż do przejęcia jej przez Niemców w 1943 roku.
Alexis Bartet ożenił się 11 lipca 1905 w Bordeaux z Marie Marguerite Barriere, z którą miał troje dzieci:
| - Marie, urodzona w 1906, zmarła zaraz po urodzeniu; - Jean Eutrope Joseph, urodzony 6 października 1907 w Denain, zm. 21 czerwca 1999 w Ballancourt-sur-Essonne; - Henry Hughes, urodzony 3 marca 1910 w Denain (kapitan artylerii, poległ 25 kwietnia 1945 w Kembs). |

Akexis Bartet przeszedł na emeryturę w roku 1947; zmarł w roku 1953. Za zasługi dla rozwoju polskiego przemysłu górniczego otrzymał Krzyż Oficerski Polonia Restituta.